# Golden Marriage
『Golden Marriage』（ゴールデンマリッジ）は、ensembleより2014年5月30日に発売された18禁恋愛アドベンチャーゲーム。ensembleお嬢様モノの3作目となる学園ラブコメディである。
作品のテーマはシリーズ第1作『黙って私のムコになれ!』や第2作『お嬢様はご機嫌ナナメ』でも題材として扱われた「結婚」。タイトルの"Golden Marriage"には「素晴らしい結婚」と「金目当ての結婚」の二つの意味があるといい、財閥の御曹司である主人公が「お金」と「愛」の狭間で揺れ動きながらも「純粋な愛」に目覚めていく過程を描く。従来作よりさらに一歩踏み込んだ恋愛模様が描かれている。
2015年3月27日に続編『Golden Marriage -Jewel Days-』が発売された。

## システム
本作は、マウスクリックなどでテキストを読み進めていくオーソドックスな恋愛アドベンチャーゲームである。いわゆる攻略ヒロインは5人。期間限定で配布されていたパッチを適用することで6人となる。

## あらすじ

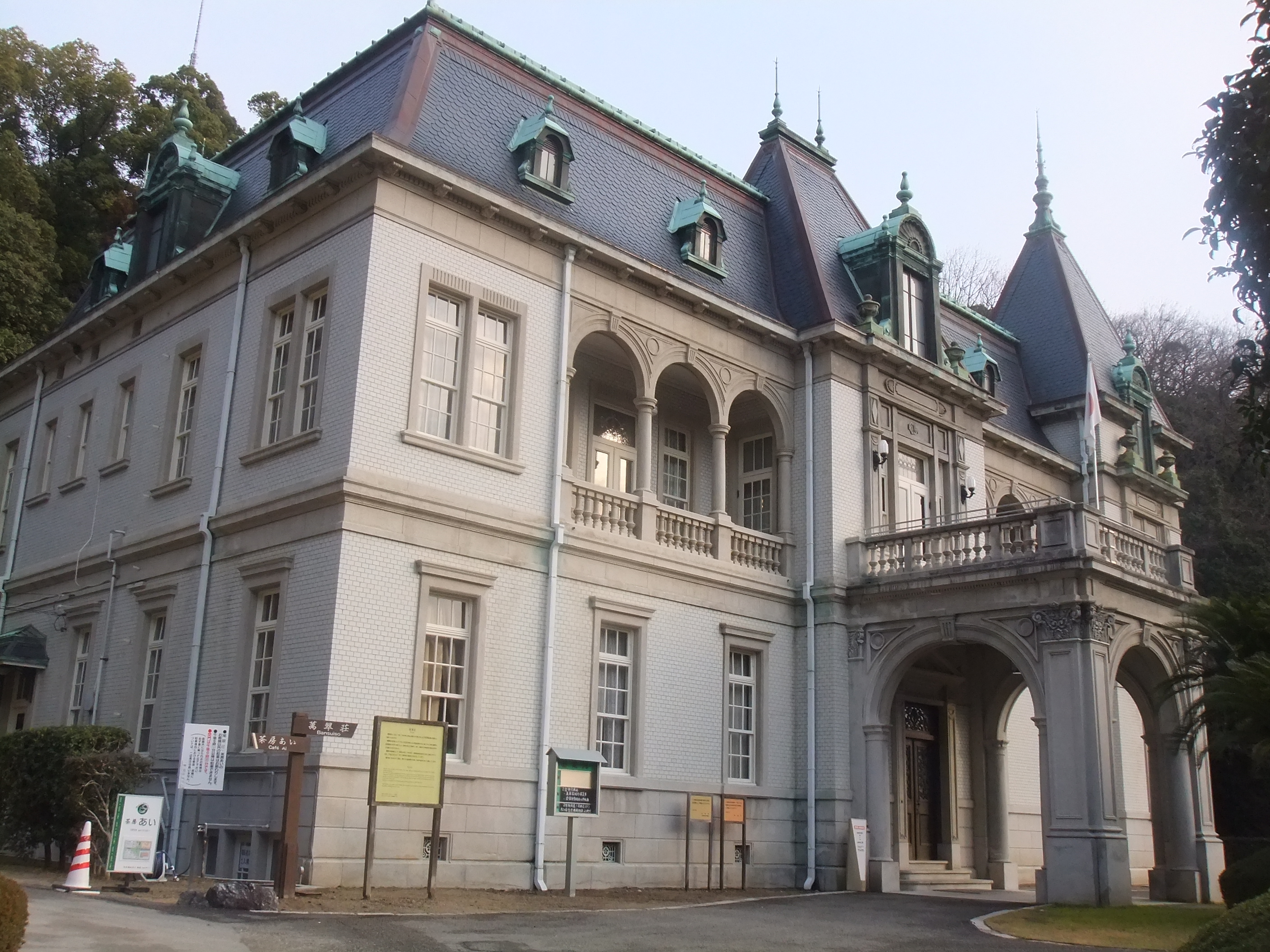
萬翠荘（愛媛県）。本作の主要な舞台となる立花邸のデザインは萬翠荘の影響を強く受けている。

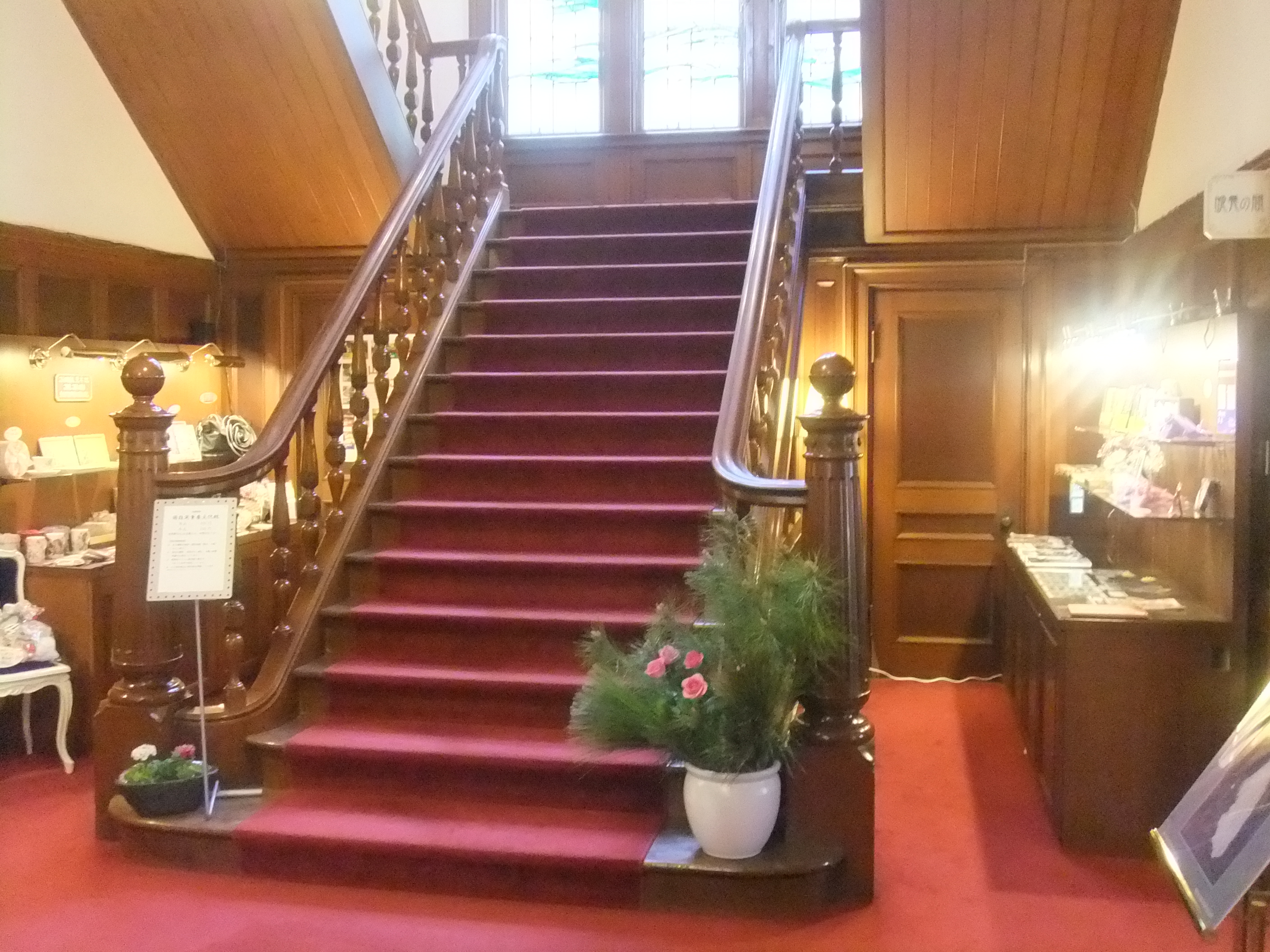
萬翠荘の階段。

立花グループは日本有数の財閥である。会長の甥である立花渚にグループ後継の話が正式に持ち上がるが、渚の亡くなった両親は生前「もし渚が立花グループを継ぐのであれば、生涯を共にする伴侶を見つけること」を条件にしていた。立花グループの後継者として結婚相手を選ぶことになった渚の周囲は俄に騒がしくなる。
一方、渚の通う聖涼学園では、年末の学内行事「樺祭（かにわさい）」に向けた準備が進んでいた。樺祭のラストを飾る伝統のダンスパーティー「プロム（プロムナード）」では、時間中に一度、パートナー変更を告げる鐘の音が特別なものに変わる。言い伝えによれば、そのときパートナーに告白して想いが届けば、永遠の愛が約束されるという。
| #          | #        | Episodeタイトル      | Episodeタイトル                                            |
| 日本語主題 | 英字副題 |                      |                                                            |
| ---------- | -------- | -------------------- | ---------------------------------------------------------- |
| 共通       | 1        | モテルモノノナヤミ   | The Haves and The Have-nots Part 1                         |
| 共通       | 2        | 十月綺想曲           | Please don't shoot the Viola Player. She's doing her best. |
| 共通       | 3        | モタザルモノノナヤミ | The Haves and The Have-nots Part 2                         |
| 共通       | 4        | 借りてきた猫のしっぽ | Moratorium Blue                                            |
| 共通       | 5        | 常春の庭             | The primavera in Tír na nÓg                                |
| 透子       | 6        | アーニングサプライズ | High-Low mix                                               |
| 透子       | 7        | 最後に笑うもの       | Goes around Comes around                                   |
| 玲         | 6        | 二人のリゾナンツァ   | Presto ma non troppo                                       |
| 玲         | 7        | 沈め、謳うな、ただ―― | Be simple: A String Around Autumn                          |
| 花純       | 6        | プロジェクトV        | Sweet Little Bitter                                        |
| 花純       | 7        | プロジェクトF        | Be My Precious                                             |
| 紫子       | 6        | しあわせのかたち     | How to feel a glow of happiness                            |
| 紫子       | 7        | たいせつなきもち     | Heart of Integrity                                         |
| 瑠璃       | 6        | 不器用な人々         | Some lovable people                                        |
| 瑠璃       | 7        | 家族の肖像           | Families                                                   |
| マリーカ   | マリーカ | 夢のつづき           | Won't you have a jasmine tea?                              |
| 0          | 0        | Golden Marriage      | Golden Marriage                                            |

## 登場人物
（出典：、及びたにかわたかみの後日解説）

### 主人公
立花 渚（たちばな なぎさ）
声 - なし
身長 : 175cm / 血液型 : A型 / 誕生日 : 5月7日
本作の主人公。父親は立花グループの次男、母親はヨーロッパの小国シュヴァルツェンベルク王国の第一王女アンナ姫。昔、一家で乗船していた旅客船「オリハルコン」が沈没し、渚だけが生き残った。現在は立花家の伯父が所有する屋敷に、同じく事故で生き残ったエルヴィラと、亡き母の護衛役だった久美と三人で暮らしている。
聖涼学園の二年生。立花グループ系列のレストラン「アルス・ノーヴァ」でお忍びの厨房アルバイトをしている。アンナ姫から教わったためピアノが弾ける。
お金目当てで寄ってくる女子は以前から多かったところ、結婚騒動のさなか発生した地震のため屋敷が臨時の女子寮となり、学園女子の錚々と一つ屋根の下で暮らすことになる。
コンセプトは「どこにでもいるふつうの青年ではない主人公」。

### メインヒロイン
一条寺 透子（いちじょうじ とうこ）
声 - 上原あおい
身長 : 155cm / B : 80cm / 血液型 : A型 / 誕生日 : 3月21日
一条寺グループの令嬢。渚の一家とは家族ぐるみの付き合いをしていた仲で、聖涼学園の寮に暮らしている。実家は裕福ではあるが、小遣いはあまり貰えず、有り余る渚の資産を運用して利益の一部を受け取っている。人見知りで引き籠もり。夜行性。趣味はゲーム。渚の結婚騒動は完全に他人事であり、自分が相手に選ばれるとはまったく思っていない。
投資家としての業界ネームは「くろねこ」で、パジャマも黒猫の着ぐるみを愛用している。
キャラクター人気投票では1位に選ばれた。
天谷 玲（あまや れい）
声 - 夏野こおり
身長 : 159cm / B : 83cm / 血液型 : B型 / 誕生日 : 6月6日（楽器の日）
ヴィオラの奏者。自身の才能は信じて疑わないが、音楽の道はとかく金がかかるもの。立花グループ後継者候補の渚のことを知り、落葉松女学園から聖涼学園にはるばる転校してきて、渚にプロポーズする。渚の身の上を知ると涙を流し、あらためて結婚を申し込む。渚と同じクラスで席は隣。透子からは「究極の善人」と評されている。
企画段階で最初に誕生したヒロイン（金目当て）。
丹下 花純（たんげ かすみ）
声 - 羽鳥いち
身長 : 153cm / B : 84cm / 血液型 : A型 / 誕生日 : 2月4日
主人公の学園の後輩であり、アルス・ノーヴァではアルバイトの先輩。父の経営していた会社が倒産し、両親は失踪してしまったため、残された二人の弟妹と共に貧乏暮らしをしている。以前から渚に想いを寄せており、今回の騒動には気が気でなかったが、借金のかたに風俗に売り飛ばされそうになったところを渚に救われ、屋敷に出入りするようになった。家庭的で、趣味はお菓子作り。
渚と対になるキャラクターとして設定されたヒロイン。
春日野 紫子（かすがの ゆかりこ）
声 - 有栖川みや美
身長 : 163cm / B : 85cm / 血液型 : A型 / 誕生日 : 6月30日
聖涼学園の三年生で、品行方正&才色兼備の執行部会長。学園生からは「春の化身（プリマヴェーラ）」と呼ばれ、敬愛を集めている。あまりに優等生すぎるため、このままでは青春に「悔いすら残らない」かもしれないと退職した老顧問からは心配され、一度思い切りはっちゃけてみなさいとアドバイスを受けている。学生寮が地震で損壊したため、透子・玲・瑠璃と一緒に渚の家へ引っ越してくる。
「ハイスペック気味の主人公をさらに上まわる超ハイスペック」なヒロイン。
島影 瑠璃（しまかげ るり）
声 - 田中理々
身長 : 160cm / B : 88cm / 血液型 : O型 / 誕生日 : 9月1日
聖涼学園の三年生。紫子とは親友関係。渚とはアルス・ノーヴァの同僚。実家は島影組という極道の家であり、近隣一帯は島影組の縄張りである。学園入学前の渚が美人局の被害にあい、不良にたかられているところを救った過去がある。腕っ節は強いが内面はヒロイン中最も乙女らしく、実家のため叶わない夢とは知りつつもお姫様のような暮らしにあこがれている。
マリーカ・フォン・ヴィッテルスバッハ
声 - 香山いちご
身長 : 148cm / B : 72cm / 血液型 : AB型 / 誕生日 : 8月22日
渚の従姉妹（第二王女の娘）。シュヴァルツェンベルク王国の王位継承順位第2位のお姫様。王宮の堅苦しい生活を嫌い、日本に住む渚のところへやって来た。性格は天真爛漫そのもの。小さい頃はよく渚と遊んでいて、実は結婚の約束もしていたりする。初回特典の「マリーカ攻略パッチ」を適用することで攻略できるようになる。『Golden Marriage -Jewel Days-』ではヒロインに昇格する。独語表記は„Marika von Wittelsbach“。

### サブキャラクター
エルヴィラ・リーフェンシュタール
声 - かわしまりの
身長 : 167cm / B : 84cm / 血液型 : A型 / 誕生日 : 4月13日
渚の現在の「母」。血の繋がりがあるわけではなく、旅客船沈没事故の生き残り同士であることが家族の紐帯となっている。事故に巻き込まれる前はやり手のビジネスウーマンだったが、現在は半ば隠棲して渚の通う聖涼学園の理事長をしている。地震で損壊した学生寮から、透子・玲・紫子・瑠璃を渚と暮らす屋敷に受け入れた。
リーフェンシュタール家に代々伝わる指輪を渚に渡し、人生の伴侶として選んだ女性に贈るようにと告げる（本作のモチーフとなっているのはこの指輪である）。初回特典パッチで追加される「episode00」において、渚との出会いが描かれる。
望月 久美（もちづき くみ）
声 - ひな葉月
身長 : 152cm / B : 78cm / 血液型 : A型 / 誕生日 : 7月18日
渚の母、アンナ王女の護衛役を務めていた甲賀忍者の末裔。暇を出されていたために沈没事故の現場に居合わせることができなかった。アンナ姫の命を救えなかったことをずっと悔いていたが、姫の忘れ形見である渚の護衛役に生きがいを見つけた。普段は気配を消しているが、常に渚の近くにいて周囲に目を光らせている。学園では制服を着用している。
眼鏡（アンダーリム）をかけているが目が悪いというわけではない。
丹下 桃（たんげ もも）／ 丹下 梅（たんげ うめ）
声 - 桐谷華（二役）
身長 : 140cm / 血液型 : O型 / 誕生日 : 7月26日
花純の年の離れた弟妹で、双子。妹の梅は欲しい物をねだったりしてよく花純を困らせており、弟の桃がそれをたしなめている。家計が苦しいのは理解しており、沈みがちな家庭をわざと盛り上げている。花純には幸せになってほしいと願っている。
ライナー・レオンハルト
声 - 秋山樹
一条寺グループの紛争や島影組絡みの抗争事件など、渚の周囲で暗躍している謎の多い男。
その正体は立花グループと勢力を争っているヨーロッパのレオンハルト家の一員。沈没した旅客船「オリハルコン」はレオンハルト家のグループ企業が運行管理していたもので、幹部級の社員が事故に巻き込まれた結果、ライナーは極東エリアのトップに上り詰めた。

## スタッフ
（出典：）
- 企画・メインシナリオ - たにかわたかみ
- シナリオ - assault、おくとぱす、北川晴
- 原画・キャラクターデザイン - 早川ハルイ、了藤誠仁（サブ）
- 音楽 - アメディオ
- アートディレクション - 松根マサト
- ディレクション - たにかわたかみ

## 主題歌
（出典：）
オープニングテーマ 1「Jewel Love」
作詞 - 葉月ゆら / 作曲・編曲 - アメディオ / 歌 - 霧島はるな
オープニングテーマ 2「marry me?」
作詞 - Duca / 作曲・編曲 - ANZIE / 歌：Duca
エンディングテーマ「優しい世界」
作詞 - 葉月ゆら / 作曲・編曲 - アメディオ / 歌 - ひうらまさこ
FDオープニングテーマ「Jewel Days」
作詞 - Duca / 作曲・編曲 - lotta / 歌 - Duca
FDエンディングテーマ「メグル merry-go-round」
作詞 - Duca / 作曲・編曲 - Nekusam / 歌 - Duca

## サウンドトラック
Golden Marriage サウンドトラック集
初回版には「Golden Marriage サウンドトラック集」が特典として添付された。主題歌3曲とゲーム内で使用された全BGMの合計23曲を収録したスペシャルサントラディスクと、BGMの弦楽器アレンジバージョン10曲を収めたアレンジサントラディスクのCD2枚組。
| #         | タイトル                            | 作詞      | 作曲       | 備考                                  | 時間 |
| --------- | ----------------------------------- | --------- | ---------- | ------------------------------------- | ---- |
| 1.        | 「Golden Marriage」                 |           | アメディオ | メインテーマ[たにかわ 13]             | 2:04 |
| 2.        | 「Elegant Player」                  |           | アメディオ | 日常[たにかわ 14]                     | 2:03 |
| 3.        | 「Happy Working」                   |           | アメディオ | アルス・ノーヴァ（職場）[たにかわ 15] | 2:06 |
| 4.        | 「Alright」                         |           | アメディオ | 快活キャラのテーマ[たにかわ 16]       | 1:48 |
| 5.        | 「Chat Noir」                       |           | アメディオ | 透子のテーマ[たにかわ 17]             | 1:38 |
| 6.        | 「From Everlasting To Everlasting」 |           | アメディオ | 紫子のテーマ[たにかわ 18]             | 2:02 |
| 7.        | 「Anxiety」                         |           | アメディオ | 不穏な気配・焦燥感[たにかわ 19]       | 2:10 |
| 8.        | 「Slapstick!」                      |           | アメディオ | ドタバタ[たにかわ 20]                 | 1:44 |
| 9.        | 「Samurai Road」                    |           | アメディオ | 島影組のテーマ[たにかわ 21]           | 2:00 |
| 10.       | 「Turning Point」                   |           | アメディオ | 昂揚感と緊張感[たにかわ 22]           | 1:44 |
| 11.       | 「Melancholy」                      |           | アメディオ | 落ち込み・しんみり[たにかわ 23]       | 2:10 |
| 12.       | 「Ring of Zero」                    |           | アメディオ | episode00のテーマ[たにかわ 24]        | 2:07 |
| 13.       | 「Pearl-White Air」                 |           | アメディオ | クリスマスシーズン[たにかわ 25]       | 1:58 |
| 14.       | 「Dance with me (Je te veux)」      |           | アメディオ | プロムのテーマ[たにかわ 26]           | 2:35 |
| 15.       | 「Moonlit Silver」                  |           | アメディオ | 初めてのHシーン[たにかわ 27]          | 2:04 |
| 16.       | 「Sweethearts」                     |           | アメディオ | いちゃつきＨシーン[たにかわ 28]       | 2:05 |
| 17.       | 「Next Story」                      |           | アメディオ | 次章予告のテーマ[たにかわ 29]         | 0:35 |
| 18.       | 「Reminiscence」                    |           | アメディオ | 回想・追憶[たにかわ 30]               | 2:23 |
| 19.       | 「Agape」                           |           | アメディオ | 小団円[たにかわ 31]                   | 2:00 |
| 20.       | 「Curtain Call」                    |           | アメディオ | 終幕[たにかわ 32]                     | 2:39 |
| 21.       | 「Jewel Love」(歌：霧島はるな)      | 葉月ゆら  | アメディオ | オープニングテーマ1                   | 3:11 |
| 22.       | 「marry me?」(歌：Duca)             | Duca      | ANZIE      | オープニングテーマ2                   | 4:20 |
| 23.       | 「優しい世界」(歌：ひうらまさこ)    | 葉月ゆら  | アメディオ | エンディングテーマ                    | 4:03 |
| 合計時間: | 合計時間:                           | 合計時間: | 合計時間:  | 51:29                                 |      |
| #         | タイトル                            | 作詞      | 作曲       | 時間 |
| --------- | ----------------------------------- | --------- | ---------- | ---- |
| 1.        | 「Golden Marriage」                 |           | アメディオ | 2:06 |
| 2.        | 「Elegant Player」                  |           | アメディオ | 2:19 |
| 3.        | 「From Everlasting To Everlasting」 |           | アメディオ | 2:17 |
| 4.        | 「Turning Point」                   |           | アメディオ | 2:16 |
| 5.        | 「Pearl-White Air」                 |           | アメディオ | 2:18 |
| 6.        | 「Dance with me (Je te veux)」      |           | アメディオ | 2:23 |
| 7.        | 「Moonlit Silver」                  |           | アメディオ | 2:03 |
| 8.        | 「Reminiscence」                    |           | アメディオ | 2:09 |
| 9.        | 「Jewel Love」                      |           | アメディオ | 2:01 |
| 10.       | 「優しい世界」                      |           | アメディオ | 1:58 |
| 合計時間: | 合計時間:                           | 合計時間: | 21:50      |      |
Golden Marriage -Jewel Days- サウンドトラックCD
またファンディスク『Golden Marriage -Jewel Days-』の予約特典として「Golden Marriage -Jewel Days- サウンドトラックCD」が配布された。ファンディスクの主題歌2曲と新規BGM5曲に加え、ヒロイン6人のボイスドラマを収録している。
| #         | タイトル                                                | 作詞      | 作曲       | 時間 |
| --------- | ------------------------------------------------------- | --------- | ---------- | ---- |
| 1.        | 「Jewel Days」(歌：Duca)                                | Duca      | lotta      | 4:59 |
| 2.        | 「Jewel Days」                                          |           | アメディオ | 2:08 |
| 3.        | 「Schwarzenberg」                                       |           | アメディオ | 1:52 |
| 4.        | 「Celebration」                                         |           | アメディオ | 2:02 |
| 5.        | 「Vacances」                                            |           | アメディオ | 2:10 |
| 6.        | 「Wedding Bell」                                        |           | アメディオ | 2:31 |
| 7.        | 「新婚初夜メッセージ（一条寺 透子）」(声：上原あおい)   |           |            | 2:45 |
| 8.        | 「新婚初夜メッセージ（天谷 玲）」(声：夏野こおり)       |           |            | 2:02 |
| 9.        | 「新婚初夜メッセージ（丹下 花純）」(声：羽鳥いち)       |           |            | 2:59 |
| 10.       | 「新婚初夜メッセージ（春日野 紫子）」(声：有栖川みや美) |           |            | 2:20 |
| 11.       | 「新婚初夜メッセージ（島影 瑠璃）」(声：田中理々)       |           |            | 2:57 |
| 12.       | 「新婚初夜メッセージ（マリーカ）」(声：香山いちご)      |           |            | 2:35 |
| 13.       | 「メグルmerry-go-round」(歌：Duca)                      | Duca      | Nekusam    | 4:19 |
| 合計時間: | 合計時間:                                               | 合計時間: | 35:39      |      |

## 反響

### 売り上げ
Golden Marriage
本作は発売月（2014年5月）の売り上げにおいて、PCpressの集計では3位、Getchu.comの集計では3位、アダルトゲーム月刊誌『BugBug』の集計では2位を記録した。発売年（2014年）においては、Getchu.comの集計で上半期19位、年間29位、『BugBug』の集計で年間上位20位の圏外であった。
Jewel Days
ファンディスクの『Jewel Days』は、その発売月（2015年3月）の売り上げにおいて、PCpressの集計では8位、Getchu.comの集計では6位を記録した。発売年（2015年）においては、Getchu.comの集計で年間40位、『BugBug』の集計で年間上位20位の圏外であった。

### 人気投票
| 部門名       | Getchu.com | BugBug    | アワード  |
| ------------ | ---------- | --------- | --------- |
| 総合         | 圏外/20位  | 圏外/20位 | 圏外/50位 |
| シナリオ     | 圏外/10位  | 圏外/20位 | 部門なし  |
| グラフィック | 圏外/10位  | 部門なし  | 部門なし  |
| 音楽         | 圏外/10位  | 圏外/20位 | 部門なし  |
| システム     | 圏外/10位  | 圏外/20位 | 部門なし  |
| ヴォイス     | 部門なし   | 圏外/20位 | 部門なし  |
| ムービー     | 圏外/10位  | 部門なし  | 部門なし  |
| エッチ       | 圏外/10位  | 圏外/20位 | 部門なし  |
| キャラクター | 0人/20位   | 0人/20位  | 部門なし  |

Golden Marriage
本作は発売月（2014年5月）のユーザー人気投票において、Getchu.comの4位を獲得した。発売年（2014年）の人気投票においては、Getchu.comでは全部門で圏外、『BugBug』では全部門で圏外、萌えゲーアワードでは上位50位の圏外であった（表：「2014年の美少女ゲーム人気投票における本作の位置」に一覧を示す。）。
Jewel Days
ファンディスクの『Jewel Days』は、その発売月（2015年3月）のユーザー人気投票において、Getchu.comの10位を獲得した。発売年（2015年）の人気投票においては、Getchu.comでは全部門で圏外、『BugBug』では全部門で圏外、萌えゲーアワードでは49位であった（一覧表は省略する。）。

### 批評
『BugBug』2014年8月号に本作のレビューが掲載された。レビュアーは、シナリオの出来上がりを「ギャグやハイテンションな言葉の応酬で押していくようなタイプではなく、テンポのいい掛け合いを通じしっかりと物語やヒロインの魅力を読ませる正統派」と肯定的に評価した。女の子達との心温まる同居生活を軸に物語が進んでいく中、登場人物の繰り広げる軽妙なやり取りが本作の注目ポイントであるとしている。さらに、作中には経済や楽器の解説が登場するが、テキストは平易であり、知識のなかったレビュアーでもすんなり理解できたと述べている。ただ読みやすい分、プレイヤーによっては日常描写を退屈に感じてしまう可能性があるとも指摘している。
本作は主人公とヒロインが友人から一足飛びに婚約者になり、そこからあらためて恋を育んでいく構成をとる。レビュアーは、共通ルートで主人公がほとんどフラグを立てないままヒロインにプロポーズしたところに驚いたと述べ、しかし、婚約という恋の始まりはリアルであり、萌えを加速させる効果があったと分析している。

## 関連商品
発売後、公式サイトで本作キャラクターの人気投票が実施され、1位の透子と2位のマリーカの抱き枕カバーが発売された。
- 一条寺透子 新婚抱き枕カバー 〜ウェディングドレスver〜（ボイスドラマ付き）[49]
- マリーカ・フォン・ヴィッテルスバッハ 新婚抱き枕カバー 〜ウェディングドレスver〜（ボイスドラマ付き）[49]

またensemble設立10周年に際し、本作イラストのタペストリーが制作・発売されている。
- Golden Marriage A1タペストリー[50]
- Golden Marriage -Jewel Days- A1タペストリー[50]

### ensemble他作品との関係
- 『恋はそっと咲く花のように』の「花泉」駅の隣駅が本作舞台の「石清水」駅である[51]。なお、花泉のもう片方の隣駅「千里ヶ浜」は『恋する気持ちのかさねかた』の駅であり、花泉駅には『乙女が紡ぐ恋のキャンバス』の「鳳」行きの電車が発着する[51][52]。

## コラボレーション
お嬢様はご機嫌ナナメ
ensembleお嬢様モノの前作『お嬢様はご機嫌ナナメ』が萌えゲーアワード2013の純愛系作品賞を受賞したことを記念し、本作発売にあたり「受賞ありがとうキャンペーン」が実施された。本作と『お嬢様はご機嫌ナナメ』の描き下ろしコラボサイン色紙が予約者全員に配布された。
桃色大戦ぱいろん
2015年6月30日よりオンライン麻雀ゲーム『桃色大戦ぱいろん』にて『Golden Marriage -Jewel Days-』とのコラボレーション企画が実施され、透子、玲、花純、紫子、瑠璃、マリーカの6人が桃色大戦ぱいろんに登場した。